# Summer Lovers
Summer Lovers (br: Amantes de Verão) é um filme americano de comédia romântica de 1982, dirigido por Randal Kleiser, protagonizado por Peter Gallagher, Daryl Hannah e Valerie Quennessen. Foi filmado em locações na ilha de Santorini, Grécia. A trilha sonora original é composta por Basil Poledouris. Summer Lovers tem na trilha sonora "Hard to Say I'm Sorry", um hit número 1 para a banda Chicago, e "I'm So Excited" de The Pointer Sisters.

## Sinopse
Casal de namorados americanos Michael (Peter Gallagher) e Cathy (Daryl Hannah) vão para a Grécia passar o verão na Ilha de Santorini onde, apesar de seu amor por Cathy, ele se sente tremendamente atraído por Lina (Valerie Quennessen), uma misteriosa arqueóloga francesa.
A beleza exótica de Lina fascina Michael, e ele se vê entre a mulher que ele ama...e a mulher que ele deseja. Mas quando ele revela seu conflito a Cathy, ela surpreende a ambos indo confrontar Lina. O que surgirá desse confronto tornará este o verão mais delirante e instigante de suas vidas.

## Elenco
- Peter Gallagher .... Michael Pappas
- Daryl Hannah .... Cathy Featherstone
- Valérie Quennessen .... Lina Broussard (listada como Valerie Quennessen)
- Barbara Rush .... Jean Featherstone
- Carole Cook .... Barbara Foster
- Hans van Tongeren .... Jan Tolin
- Lydia Lenosi .... Aspa
- Vladimiros Kiriakidis .... Yorghos
- Carlos Rodriguez Ramos .... Cosmo
- Henri Behar .... Phillippe
- Rika Dialina .... Monica
- Andreas Filipidis .... Andreas

## Produção
Summer Lovers com o roteiro do diretor Randal Kleiser foi filmado entre agosto e outubro de 1981 principalmente na ilha grega de Santorini. Outras cenas foram filmadas nas ilhas de Creta, Delos e Mykonos. A vila onde os personagens Michael e Cathy ficaram foi comprada por um casal em 1987 e transformada em uma loja de presentes chamada "Amantes de Verão".
A produção garantiu uma permissão sem precedentes para filmar em uma escavação real, a suposta "cidade perdida de Atlântida" em Acrotíri. Em uma área do local selecionada por seus valores de luz e produção, Quennessen, sob a supervisão e instruída por um verdadeiro arqueólogo, começou a trabalhar antes das câmeras, ela mal tinha se definido para trabalhar quando descobriu várias peças de cerâmica de 3.500 anos que foram entregues e adicionadas à coleção científica.
O filme foi filmado em (1.85:1), mas todas as edições de vídeo caseiro estão em 1.33:1 (4:3) pan e scan. Summer Lovers é erroneamente listado como uma produção (2.35:1) no guia de filmes de Leonard Maltin, bem como no IMDb. Na verdade, o kit de imprensa original do filme confirma que o filme foi filmado na proporção 1.85:1. Ocasionalmente na rede MGM HD, o filme é exibido na proporção 1:85.1 (16:9) em alta definição de 1080i. O filme foi disponível em Blu-ray em 11 de agosto de 2015 (edição limitada a 3000). Há cenas no trailer do filme que não aparecem na versão final. A TV alemã mostrou uma versão de tela mais ampla do que os lançamentos de DVD/Blu-ray, mas com imagem vertical reduzida.
Hans Van Tongeren, um aclamado ator holandês, estava visitando a área como turista quando Daryl Hannah o viu na multidão. Ela marcou um encontro com o diretor e, posteriormente, Van Tongeren foi adicionado ao elenco como Jan. Em uma cena, o ator Christopher Atkins estava em uma foto publicada em uma revista grega. Atkins estrelou recentemente em The Blue Lagoon (1980) do diretor Randal Kleiser. A personagem de Daryl Hannah comenta: "Eu costumava sonhar que era uma sereia." Dois anos depois, Daryl Hannah estrelou como uma sereia em Splash (1984).
Summer Lovers é o último filme lançado nos cinemas da atriz Valérie Quennessen, que interpretou uma arqueóloga. Ela se aposentou de atuar pouco depois para criar seus filhos e morreu em um acidente de carro em 1989, aos 31 anos.

## Trilha sonora
Lado 1
- "Summer Lovers" – Interpretada por: Michael Sembello.
- "Just Can't Get Enough" – Interpretada por: Depeche Mode.
- "If Love Takes You Away" – Interpretada por: Stephen Bishop.
- "Johnny and Mary" – Interpretada por: Tina Turner.
- "Sea Cave (Instrumental)" – Interpretada por: Basil Poledouris

Lado 2
- "Do What Ya Wanna Do" – Interpretada por: Nona Hendryx
- "Play to Win" – Interpretada por: Heaven 17

Do álbum Penthouse & Pavement (1981)
- "Take Me Down to the Ocean" – Interpretada por: Elton John
- "Crazy in the Night" – Interpretada por: Tina Turner.
- "Hard to Say I'm Sorry" – Interpretada por: Chicago.

Do álbum Chicago 16 (1982)
- "Search for Lina (Instrumental)" – Interpretada por: Basil Poledouris

### Gráficos
| Gráfico (1983)                | Posição máxima |
| ----------------------------- | -------------- |
| Austrália (Kent Music Report) | 73             |

## Recepção
Summer Lovers foi mal recebido pelos críticos. Roger Ebert observou que o núcleo central do filme era como um "filme de praia", mas que a visão do diretor era confusa. "Seu problema, então, é que seus insights continuam interrompendo o sexo, e o sexo continua minando os insights. O resultado é um filme que realmente não funciona como romance semi-erótico, e nunca se une como um estudo de personagem."
O filme tem uma avaliação de 25% no Rotten Tomatoes com base em 8 críticas, com uma classificação média de 4,54/10.